# Onobrychis shahpurensis
Onobrychis shahpurensis är en ärtväxtart som beskrevs av Karl Heinz Rechinger. Onobrychis shahpurensis ingår i släktet esparsetter, och familjen ärtväxter. Inga underarter finns listade i Catalogue of Life.